# Joseph Blackmore
Peter Joseph Blackmore (født 23. februar 2003 i Sidcup) er en cykelrytter fra England, der er på kontrakt hos Israel-Premier Tech.